# Velika nagrada Japana

## Pobjednici

### Višestruki pobjednici (vozači)
Podebljani vozači su i dalje aktivni u natjecanju Formule 1
| Pobjede | Vozač              | Pobjednička godina                       |
| ------- | ------------------ | ---------------------------------------- |
| 6       | Michael Schumacher | 1995., 1997., 2000., 2001., 2002., 2004. |
| 5       | Lewis Hamilton     | 2007., 2014., 2015., 2017., 2018.        |
| 4       | Sebastian Vettel   | 2009., 2010., 2012., 2013.               |
| 2       | Gerhard Berger     | 1987., 1991.                             |
| 2       | Ayrton Senna       | 1988., 1993.                             |
| 2       | Damon Hill         | 1994., 1996.                             |
| 2       | Mika Häkkinen      | 1998., 1999.                             |
| 2       | Fernando Alonso    | 2006., 2008.                             |
| 2       | Max Verstappen     | 2022., 2023.                             |

### Višestruki pobjednici (konstruktori)
Podebljani konstruktori su i dalje aktivini u natjecanju Formule 1
| Pobjede | Konstruktor | Pobjednička godina                                            |
| ------- | ----------- | ------------------------------------------------------------- |
| 9       | McLaren     | 1977., 1988., 1991., 1993., 1998., 1999., 2005., 2007., 2011. |
| 7       | Ferrari     | 1987., 1997., 2000., 2001., 2002., 2003., 2004.               |
| 6       | Mercedes    | 2014., 2015., 2016., 2017., 2018., 2019.                      |
| 6       | Red Bull    | 2009., 2010., 2012., 2013., 2022., 2023.                      |
| 3       | Benetton    | 1989., 1990., 1995.                                           |
| 3       | Williams    | 1992., 1994., 1996.                                           |
| 2       | Renault     | 2006., 2008.                                                  |

### Pobjednici po godinama
| Godina        | Vozač              | Konstruktor            | Staza                              |              |
| ------------- | ------------------ | ---------------------- | ---------------------------------- | ------------ |
| 1976.         | Mario Andretti     | Lotus-Ford Cosworth    | Fuji International Speedway        |              |
| 1977.         | James Hunt         | McLaren-Ford Cosworth  | Fuji International Speedway        |              |
| 1978. – 1986. | Nije održana       | Nije održana           | Nije održana                       | Nije održana |
| 1987.         | Gerhard Berger     | Ferrari                | Suzuka International Racing Course |              |
| 1988.         | Ayrton Senna       | McLaren-Honda          | Suzuka International Racing Course |              |
| 1989.         | Alessandro Nannini | Benetton-Ford Cosworth | Suzuka International Racing Course |              |
| 1990.         | Nelson Piquet      | Benetton-Ford Cosworth | Suzuka International Racing Course |              |
| 1991.         | Gerhard Berger     | McLaren-Honda          | Suzuka International Racing Course |              |
| 1992.         | Riccardo Patrese   | Williams-Renault       | Suzuka International Racing Course |              |
| 1993.         | Ayrton Senna       | McLaren-Ford Cosworth  | Suzuka International Racing Course |              |
| 1994.         | Damon Hill         | Williams-Renault       | Suzuka International Racing Course |              |
| 1995.         | Michael Schumacher | Benetton-Renault       | Suzuka International Racing Course |              |
| 1996.         | Damon Hill         | Williams-Renault       | Suzuka International Racing Course |              |
| 1997.         | Michael Schumacher | Ferrari                | Suzuka International Racing Course |              |
| 1998.         | Mika Häkkinen      | McLaren-Mercedes       | Suzuka International Racing Course |              |
| 1999.         | Mika Häkkinen      | McLaren-Mercedes       | Suzuka International Racing Course |              |
| 2000.         | Michael Schumacher | Ferrari                | Suzuka International Racing Course |              |
| 2001.         | Michael Schumacher | Ferrari                | Suzuka International Racing Course |              |
| 2002.         | Michael Schumacher | Ferrari                | Suzuka International Racing Course |              |
| 2003.         | Rubens Barrichello | Ferrari                | Suzuka International Racing Course |              |
| 2004.         | Michael Schumacher | Ferrari                | Suzuka International Racing Course |              |
| 2005.         | Kimi Räikkönen     | McLaren-Mercedes       | Suzuka International Racing Course |              |
| 2006.         | Fernando Alonso    | Renault                | Suzuka International Racing Course |              |
| 2007.         | Lewis Hamilton     | McLaren-Mercedes       | Fuji International Speedway        |              |
| 2008.         | Fernando Alonso    | Renault                | Fuji International Speedway        |              |
| 2009.         | Sebastian Vettel   | Red Bull-Renault       | Suzuka International Racing Course |              |
| 2010.         | Sebastian Vettel   | Red Bull-Renault       | Suzuka International Racing Course |              |
| 2011.         | Jenson Button      | McLaren-Mercedes       | Suzuka International Racing Course |              |
| 2012.         | Sebastian Vettel   | Red Bull-Renault       | Suzuka International Racing Course |              |
| 2013.         | Sebastian Vettel   | Red Bull-Renault       | Suzuka International Racing Course |              |
| 2014.         | Lewis Hamilton     | Mercedes               | Suzuka International Racing Course |              |
| 2015.         | Lewis Hamilton     | Mercedes               | Suzuka International Racing Course |              |
| 2016.         | Nico Rosberg       | Mercedes               | Suzuka International Racing Course |              |
| 2017.         | Lewis Hamilton     | Mercedes               | Suzuka International Racing Course |              |
| 2018.         | Lewis Hamilton     | Mercedes               | Suzuka International Racing Course |              |
| 2019.         | Valtteri Bottas    | Mercedes               | Suzuka International Racing Course |              |
| 2022.         | Max Verstappen     | Red Bull-RBPT          | Suzuka International Racing Course |              |
| 2023.         | Max Verstappen     | Red Bull-Honda RBPT    | Suzuka International Racing Course |              |